# Ana María Rendón
Ana María Rendón   (Medellín, 10 de març de 1986) és una destacada esportista colombiana de l'especialitat de tir amb arc que va ser campiona panaamericana l'any 2007 a Rio de Janeiro.

## Trajectòria

### Jocs Panamericans

#### Jocs Panamericans de 2007
La seva participació en els jocs de Rio de Janeiro 2007 es destaca per l'obtenció de l'or en la prova per equips juntament amb Natalia Sánchez Echeverri i Sigrid Romero Duc.
- , Medalla d'or: Tir amb Arc equips femení
- , Medalla de bronze: Tir amb Arc individual

#### Jocs Panamericans de 2011
No va participar-hi a causa de desacords amb la Federació d'Arquers de Colòmbia. D'igual forma Natalia Sánchez Echeverri i Sigrid Romero Duque van estar fora dels jocs.

#### Jocs Panamericans de 2015
Rendón va tornar als jocs panamericans el 2015, guanyant la medalla d'or per equips amb Sánchez i María Sepúlveda i quedant finalista al torneig individual darrere Khatuna Lorig.

### Jocs Olímpics

#### Jocs Olímpics de 2008
En els Jocs Olímpics de Pequín, Rendón va acabar la seva ronda de classificació amb un total de 647 punts, situant-la en la posició 10 per a les finals. En la primera ronda es va enfrontar a Elena Tonetta. Ambdues arqueres van disparar 106 punts en el match, però en la fletxa extra de desempat Rendón va disparar 10 punts contra 9 punts de Tonetta, avançant així a la següent ronda. La segona ronda la va guanyar 110-106 contra Miroslava Dagbaeva. En la següent ronda va disparar solament 95 punts, mentre el seu oponent Khatuna Lorig va disparar 107 punts, per tant Rendón va ser eliminada.
Juntament amb Natalia Sánchez Echeverri i Sigrid Romero va formar part de l'esdeveniment per equips. Amb la seva puntuació de 647 en la classificació, combinat amb el 643 de Sánchez i el 551 de Romero, l'equip de Colòmbia va estar en la posició 10 després del rànquing de classificació. En la primera ronda es van enfrontar a l'equip Japonès, però no van poder vèncer-les. Japó va avançar a cambres de finals amb una puntuació de 206 vs. 199 de les colombianes.

#### Jocs Olímpics de 2012
Després de la disputa amb la Federació Colombiana de Tir amb Arc, les arqueres Ana Maria Rendón, Natalia Sánchez Echeverri i Sigrid Romero Duque van arribar a un acord amb la federació. El que li va permetre a Rendón participar en el torneig de classificació als jocs olímpics a la seva ciutat natal, Medellín. Allí, el 22 d'abril de 2012, va aconseguir el tan desitjat contingent.
La seva participació en els XXX Jocs Olímpics moderns es va confirmar el 19 de juny de 2012 en la tercera etapa de la World Cup a Ogden, Estats Units.
En els Jocs Olímpics de Londres, només va participar en la competició individual. Va quedar com a dotzena cap de sèrie en la ronda preliminar però va perdre davant Iria Grandal a la primera ronda eliminatòria.

#### Jocs Olímpics de 2016
Rendón va representar el seu país per tercera vegada a les olimpíades de 2016 a Rio de Janeiro.